# The Legend of Zelda: The Wind Waker HD
The Legend of Zelda: The Wind Waker HD (ゼルダの伝説 風のタクト HD?, Zeruda no Densetsu: Kaze no Takuto HD) è un videogioco per Wii U del 2013, prima rimasterizzazione in HD di The Legend of Zelda: The Wind Waker per GameCube.
Il gioco si differenzia da quello originale per il miglioramento della risoluzione (ora in 1080p), una gestione inedita della luce e dei colori e per l'aggiunta di nuovi elementi e funzioni all'interno del gameplay.

## Trama
Il gioco comincia narrando le vicende avvenute in Ocarina of Time su una vecchia e logora pergamena: si spiega come Link, l'Eroe del Tempo, abbia salvato Hyrule dal malvagio Ganondorf, rimasto vittima del Sigillo dei Sette Saggi. Tuttavia, dopo mille anni, il Re del Male, dalla sua prigionia, riesce a mandare orde di mostri sulle terre di Hyrule, mettendo di nuovo in pericolo il pacifico regno: questa volta, però, nonostante le suppliche degli abitanti, l'Eroe del Tempo non si mostra, e alla fine le divinità, con una specie di Diluvio Universale, decidono di far sprofondare il reame sott'acqua. Il re, Dafnes Nohansen Hyrule, cercò di acquietare le divinità, invano: come risultato, del regno rimangono solo alcune piccole isole. Passano altri 1000 anni, Link, poco più che bambino, vive su una piccola isola pacifica (Isola Primula).
Nel giorno del suo compleanno, sua sorella (Aril) viene rapita da un enorme volatile. Deciso a salvare la sorella, Link si unisce ad una banda di pirati, guidati da Dazel (che nella versione inglese è chiamata Tetra). Trovato il nido del volatile dentro la Fortezza Abbandonata che ora è piena di mostri guidati da Ganon. Link viene catturato dal volatile stesso, portato al cospetto di Ganondorf, e gettato lontano nel mare aperto. Quando si risveglia, Link è sopra una barca rossa parlante dalla testa di drago, Re Drakar (King of the Red Lions in originale, ovvero "Re dei Leoni Rossi"). Con l'aiuto di Re Drakar e del Wind Waker, una bacchetta bianca che ha il potere di comandare il vento e che letteralmente significa Risvegliatore dei venti, Link dovrà attraversare il Grande Mare e esplorare una miriade di isole e sotterranei, affrontare i boss e gli enigmi caratteristici di questa saga. Il gioco è ricco di missioni secondarie parallele alla storia principale.
Come in quasi tutte le altre avventure della saga sono presenti, oltre a Link, la principessa Zelda e Ganondorf, ovvero l'antagonista di Link.

## Modalità di gioco
Una delle differenze principali rispetto al capitolo originale è l'uso del Gamepad della Wii U come mappa e inventario, eliminando così il bisogno di bloccare l'azione di gioco ogni qualvolta si volesse cambiare oggetto da usare o si volesse guardare una delle proprie mappe (cosa che accadeva nella versione per Gamecube). Per alcuni di questi oggetti, inoltre, è stato apportato l'uso del giroscopio del pad: con l'arco, ad esempio, sarà possibile mirare semplicemente muovendo il controller. Il gioco inoltre offre la Off-TV Play, cioè la possibilità di continuare a giocare usando lo schermo del gamepad, potendo così utilizzare lo schermo del televisore per qualsiasi altra volontà.
Durante il gioco sarà anche possibile inviare messaggi sia su Miiverse, sia agli altri giocatori online, utilizzando delle particolari bottigliette che si sbloccheranno durante la partita. Sempre con queste bottigliette, sarà possibile inviare anche foto a colori o in bianco e nero che il proprio personaggio potrà scattare in qualsiasi momento del gioco.

## Accoglienza
| Testata                   | Giudizio |
| ------------------------- | -------- |
| GameRankings (media al)   | 90/100   |
| Electronic Gaming Monthly | 8,5/10   |
| Game Informer             | 9,25/10  |
| GamingTrend               | 83/100   |
| GameSpot                  | 8/10     |
| GameTrailers              | 7,8/10   |
| IGN                       | 9,8/10   |
| Nintendo World Report     | 10/10    |
| Polygon                   | 9/10     |

Trattando un'anteprima, Audrey Drake di IGN ha notato un miglioramento dell'illuminazione dinamica e dell'ombreggiatura nel motore grafico del gioco. Tuttavia, un'anteprima successiva ha sollevato alcune questioni sullo stile grafico, affermando «La nuova arte HD e l'illuminazione sembrano impressionanti, ma sottraggono parte della magia cel-shaded che ha reso Wind Waker simile a un cartone animato giocabile». Metro ha notato una migliore ombreggiatura, risultando in una "qualità da dipinto", sebbene avesse individuato alcuni "bordi irregolari" di alcune texture. Nella sua anteprima, IGN ha notato differenze significative rispetto all'originale, affermando che il remake è «molto migliore, più fluido e sembra valido come un gioco nuovo di zecca».
The Legend of Zelda: The Wind Waker HD ha ricevuto il plauso della critica al momento della pubblicazione, come indicato dall'aggregatore di recensioni Metacritic. La grafica migliorata del gioco rispetto all'originale ha ricevuto commenti positivi. Dan Ryckert di Game Informer ha notato che il miglioramento è stato fin da subito evidente e che «i colori vividi e le onde che si infrangono sull'inondata Hyrule [sembrano] fantastici». Jose Otero di IGN ha dichiarato che il gioco "sembra fantastico". Andrew Fitch di Electronic Gaming Monthly ha affermato che il gioco «migliora la già eccellente grafica di Wind Waker con un tocco HD».
La storia di The Wind Waker HD è stata accolta con reazioni positive. Sia Otero che Neal Ronaghan di Nintendo World Report hanno affermato che la storia fosse memorabile. Martin Gaston di GameSpot ha affermato che il gioco è «pieno di grandi momenti». L'audio del gioco è stato accolto positivamente: Gaston lo ha definito "evocativo" e Ryckert ha affermato che «mantiene la tradizione delle memorabili melodie di Zelda». Michael Damiani di GameTrailers ha notato che l'audio migliora l'esperienza del combattimento.
Il combattimento ha anche ricevuto reazioni generalmente positive. Ronaghan l'ha definito "semplice ma divertente", mentre Otero l'ha considerato la migliore caratteristica del gioco. Damiani ha affermato che il combattimento è "veloce e frenetico".

### Vendite
Le vendite della prima settimana del gioco in Giappone sono state di 30 000 copie fisiche. Nella settimana successiva all'uscita di Wind Waker HD, le vendite della console Wii U sono aumentate del 685% nel Regno Unito. Al 31 marzo 2021, aveva venduto 2,34 milioni di unità in tutto il mondo.